# ハナミドリ
『ハナミドリ』は、日本のバンド藍坊主の3枚目のアルバム。

## 解説
- 前作『ソーダ』以来、11ヶ月ぶりのアルバム。
- CD-EXTRA仕様で「桜の足あと」のPVを収録。
- 「ハナミドリ」というタイトルはギターの田中ユウイチが提案した。

## 収録曲
（全曲）編曲：藍坊主・時乗浩一郎
1. 桜の足あと(4:44)
作詞：佐々木健太、作曲：藤森真一
  - 3rdシングル。
2. テールランプ(4:37)
作詞・作曲：藤森真一
  - 掲示板・2ちゃんねる上での物語ゲーセンで出会った不思議な子の話の中でヒロインが口ずさんだ曲。歌詞がストーリーをそのまま踏襲したような内容であった。
3. スプーン(4:21)
作詞・作曲：藤森真一
  - 2ndシングル。
4. ハニービースマイル(3:04)
作詞・作曲：佐々木健太
5. コーヒーカップと僕の部屋(3:59)
作詞：藤森真一、作曲：佐々木健太・藤森真一
  - 藤森が作詞した曲の中で作曲が複数のメンバーなのはこの曲のみである。
6. 0(4:49)
作詞：佐々木健太、作曲：佐々木健太・田中ユウイチ
  - 田中が作曲に関わっている曲。田中が作曲を手掛けたのは藍坊主に収録されている「武器よサラバ」以来となる。また、田中はこの曲を最後に作曲を手掛けていない。
7. ジムノペディック (5:14)
作詞・作曲：佐々木健太
  - エリック・サティの『ジムノペディ』にインスパイアされた曲[1]。ファンからの人気が非常に高い曲であり、PVも制作されている。後にベスト盤に収録。
8. 泣いて(4:51)
作詞・作曲：藤森真一
9. ベンチで手紙を読む老人(3:27)
作詞・作曲：佐々木健太
10. 柔らかいローウィン(4:21)
作詞・作曲：佐々木健太
  - 3rdシングルc/w。
11. マイホームタウン(4:55)
作詞・作曲：藤森真一
  - コーラスに小田原市立芦子小学校の平成17年度卒業生の子供達が参加している。